# Zhu Jianhua
Pour les articles homonymes, voir Zhu.
Dans ce nom chinois, le nom de famille, Zhu, précède le nom personnel.
Zhu Jianhua (en chinois 朱 建华 ; né le 29 mai 1963 à Shanghai) est un athlète chinois spécialiste du saut en hauteur. Il améliore trois fois consécutivement le record du monde de la spécialité de 1983 à 1985.

## Carrière
Vainqueur des Championnats d'Asie en 1981 à dix-huit ans seulement, il remporte dès l'année suivante les Jeux asiatiques de New Delhi en établissant un nouveau record continental avec 2,33 m. Le 11 juin 1983 à Pékin, Zhu Jianhua franchit au premier essai une barre placée à 2,37 m, améliorant d'un centimètre le record du monde de la discipline détenu par l'Allemand Gerd Wessig depuis l'année 1980. Favori des Championnats du monde d'Helsinki quelques semaines plus tard, Zhu ne parvient pas à dépasser les 2,29 m. Il se classe néanmoins troisième du concours, derrière le Soviétique Hennadiy Avdyeyenko et l'Américain Tyke Peacock, devenant ainsi le premier athlète masculin chinois à remporter une médaille lors d'un Championnats du monde d'athlétisme. Le 22 septembre à Shanghai, il améliore d'un centimètre son propre record du monde avec un saut à 2,38 m. Il remporte un nouveau titre lors des Championnats d'Asie de Koweit City.
Le 10 juin 1984 au Meeting d'Eberstadt, Zhu Jianhua établit son troisième record du monde consécutif en moins d'un an, franchissant la barre de 2,39 m à son deuxième essai. Sélectionné pour les Jeux olympiques de Los Angeles, le Chinois monte sur la troisième marche du podium avec 2,29 m, derrière l'Allemand Dietmar Mögenburg et le Suédois Patrik Sjöberg.

## Palmarès
| Date | Compétition           | Lieu        | Place | Hauteur |
| ---- | --------------------- | ----------- | ----- | ------- |
| 1981 | Championnats d'Asie   | Tokyo       | 1er   | 2,30 m  |
| 1982 | Jeux asiatiques       | New Delhi   | 1er   | 2,33 m  |
| 1983 | Championnats du monde | Helsinki    | 3e    | 2,29 m  |
| 1983 | Championnats d'Asie   | Koweit City | 1er   | 2,31 m  |
| 1984 | Jeux olympiques       | Los Angeles | 3e    | 2,29 m  |
| 1986 | Jeux asiatiques       | Séoul       | 1er   |         |
| 1988 | Jeux olympiques       | Séoul       | 20e   |         |

### Records du monde
- record du monde avec 2,37 m le 11 juin 1983 à Pékin
- record du monde avec 2,38 m le 22 septembre 1983 à Shanghai
- record du monde avec 2,39 m le 10 juin 1984 à Eberstadt